# Lancia Delta (831)
Der Lancia Delta der Baureihe 831 ist eine kompakte Kombilimousine des italienischen Automobilherstellers Lancia, die von 1979 bis 1994 produziert wurde. Er ist das erste von insgesamt drei Modellen, die unter der Bezeichnung Lancia Delta verkauft wurden. Er basiert technisch auf dem Fiat Ritmo. In Schweden und Dänemark wurde das Auto als Saab Lancia 600 verkauft. Ab 1982 hatte Lancia unter der Bezeichnung Prisma eine Variante mit Stufenheck im Programm. Auf der Grundlage des Serien-Delta entstanden mehrere Motorsportversionen, mit denen Lancia in den späten 1980er- und frühen 1990er-Jahren unter anderem die Rallye-Weltmeisterschaft dominierte. Besonders bekannt sind die Integrale-Versionen, die auf dem Klassikermarkt 30 Jahre nach Produktionsende hohe fünfstellige Preise erzielen.

## Entstehungsgeschichte
Die Entwicklung des Fahrzeuges begann 1974. Die Grundlage des Autos bildete der Fiat Ritmo, von dem Bodengruppe und Motoren entlehnt sind. Die hintere Einzelradaufhängung des Delta wurde allerdings wie beim Beta und Gamma als Camuffo-Hinterachse konstruiert und auch in anderen Konzernmodellen eingebaut. Der Delta hat einen etwas größeren Radstand als der Ritmo.
Die Karosserie des Delta war in vielen Details aufwendiger gestaltet als die es Ritmo, was für Lancia typisch war und dem Qualitätsanspruch der Marke im Konzern entsprach. So bestanden etwa die Stoßfänger vorne und hinten aus glasfaserverstärktem Polyester statt einfachem thermoplastischen Kunststoff. Die Serienausstattung des Delta war mit Heckscheibenwischer, von innen einstellbaren Außenspiegeln, dreistufigen Scheibenwischern und einem verstellbaren Lenkrad für seine Zeit sehr umfangreich.
Für die Form der Karosserie war Giorgetto Giugiaro verantwortlich. Sie beruhte auf Giugiaros Konzeptfahrzeug Maserati Medici, das die Linien sehr unterschiedlicher Serienmodelle der 1970er- und 1980er-Jahre vorwegnahm. In die Karosserie integrierte und in Wagenfarbe gehaltene Stoßfänger waren zu dieser Zeit neu.
Zunächst wurde der Delta im Fiat-Stammwerk Lingotto gebaut, da es damals freie Kapazitäten hatte und das Lancia-Werk in Chivasso mit der Produktion des Beta ausgelastet war. Einige Autoren sehen darin einen wesentlichen Grund für die Qualitätsprobleme, unter denen frühe Versionen des Delta litten. Nachdem Lancia Ende 1981 die Produktion der Beta Berlina eingestellt hatte, wurde die Fertigung des Delta ins Lancia-Werk Chivasso verlegt; dadurch erhöhte sich die Fertigungsqualität deutlich.
Anfänglich waren lediglich zwei Motorisierungen verfügbar: 1301 cm³ mit 55 kW (75 PS) und 1498 cm³ mit 63 kW (86 PS). An einen sportlichen Einsatz wurde zur Einführung des Delta noch nicht gedacht. Gleichwohl präsentierte Lancia im Herbst 1982 auf dem Turiner Salon einen Delta-Prototyp mit Allradantrieb und 1,6-Liter-Turbomotor, der 96 kW (131 PS) leistete. Ein Verteilergetriebe leitete über eine Antriebswelle die halbe Motorkraft an die Hinterräder; an der Hinterachse saß ein Selbstsperrdifferenzial. Ebenfalls im Herbst 1982 erschien die Variante Delta LX mit umfangreicherer Ausstattung, darunter elektrische Fensterheber, Aluminiumräder, getönte Scheiben und eine geteilt umklappbare Rücksitzbank.
Ab November 1982 war das auf dem Delta basierende Stufenheckmodell Prisma (intern als Typ 831AB bezeichnet) erhältlich. Von da an wurden beide Modelle im Lancia-Werk in Chivasso produziert, damals eine der modernsten Produktionsstätten der Welt. Der Prisma wurde später wie der Delta auch in einer Version mit Allradantrieb (Prisma 4WD) angeboten, allerdings nur mit einem 2,0-l-Saugmotor, im Delta HF 4WD oder Integrale gab es diesen Motor mit Turbolader.
In einigen skandinavischen Ländern (Schweden, Dänemark) wurde der Delta in Zusammenarbeit mit Saab als Saab Lancia 600 verkauft. Diese Zusammenarbeit beim Verkauf des Modells war Resultat der gemeinsamen Konstruktion des Fahrzeugs. Die Heizungs- und Belüftungsanlage des Delta wurde von Saab entwickelt. Beide Hersteller und die Konzernmutter Fiat arbeiteten beim Saab 9000, der mit dem Fiat Croma und dem Lancia Thema über viele gemeinsame Bauteile verfügt, und später auch beim Alfa Romeo 164 zusammen.

## Modellpflege
Im Mai 1986 wurde der Delta äußerlich dezent überarbeitet (Kühlergrill, Gestaltung der Radscheiben, Innenraum) und Lancia nahm etliche neue Varianten ins Programm: eine 1100-cm³-Version speziell für Griechenland, Motoren mit elektronisch geregelter Einspritzung und für die Auslandsmärkte auch mit Katalysator sowie den 1,9-Liter-Turbodiesel, bekannt aus verschiedenen Fiat-Modellen.

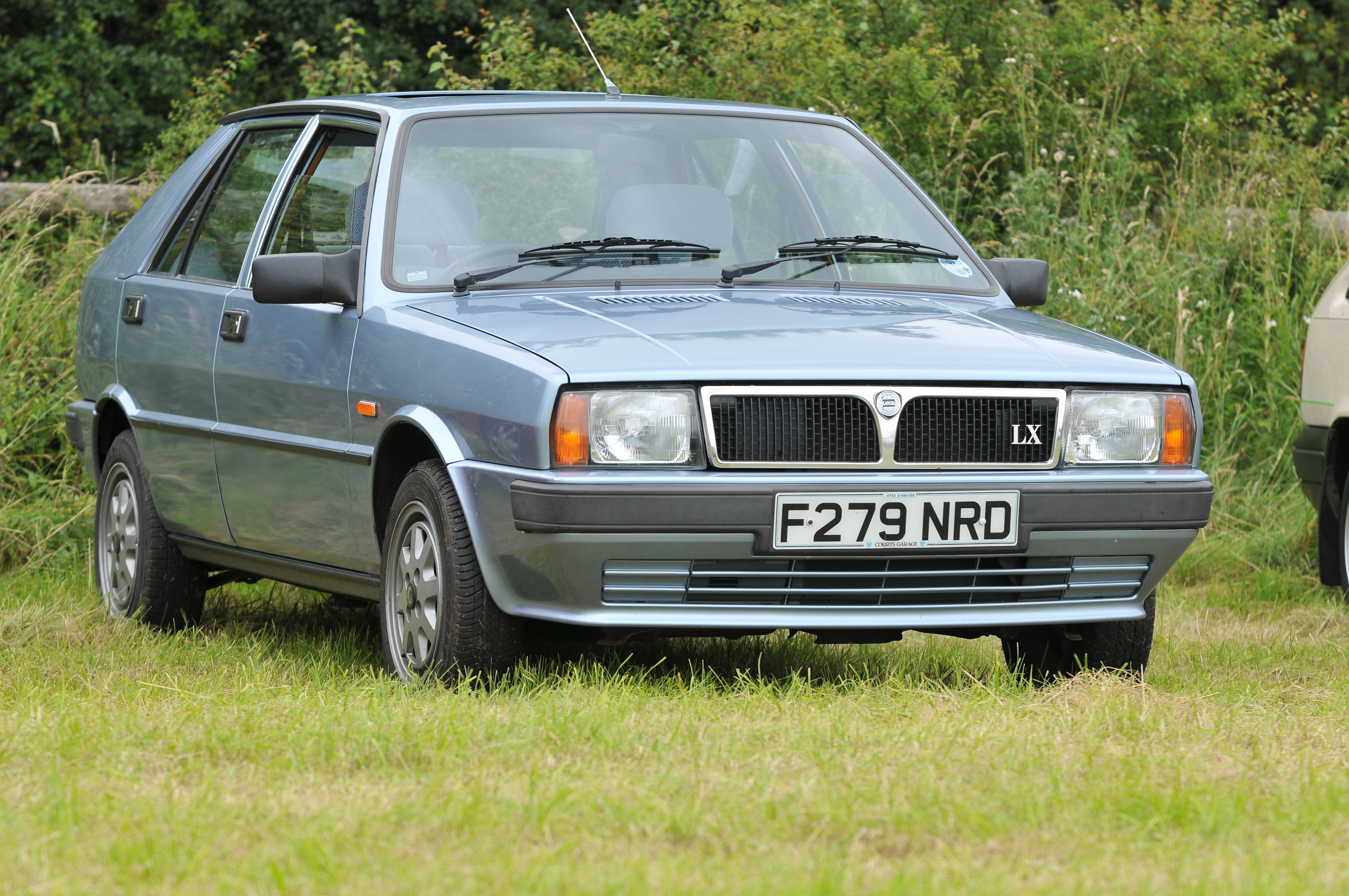
Lancia Delta (1986–1992)
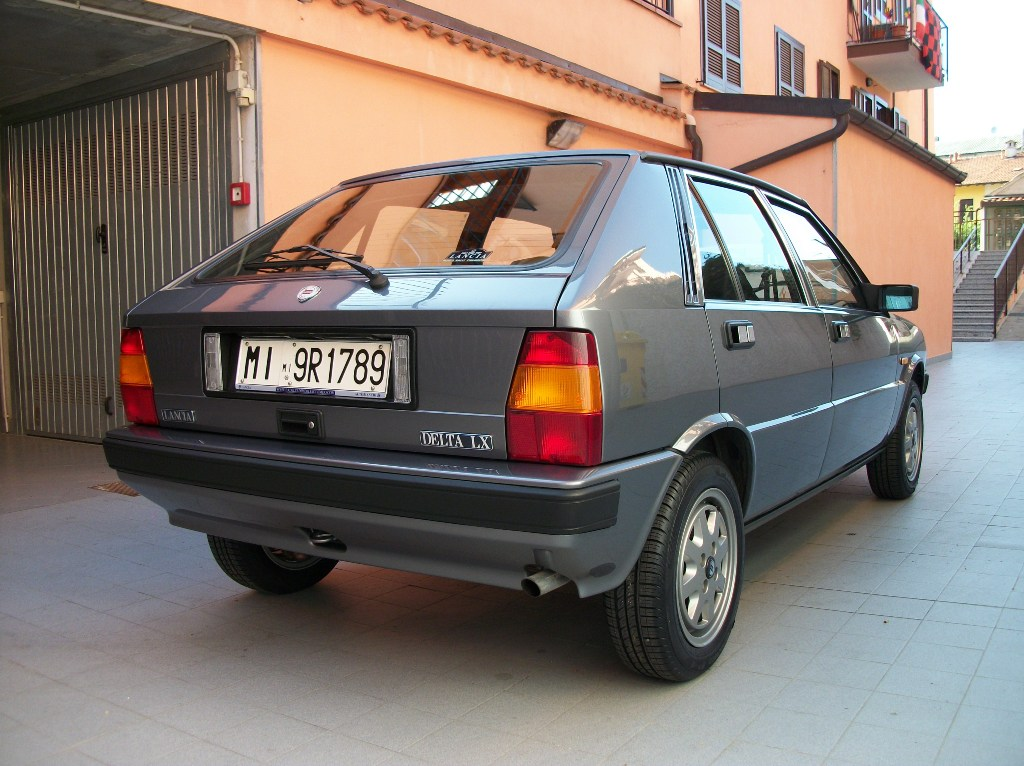
Heckansicht

## Besondere Serienmodelle

### Delta GT und GT i. e.

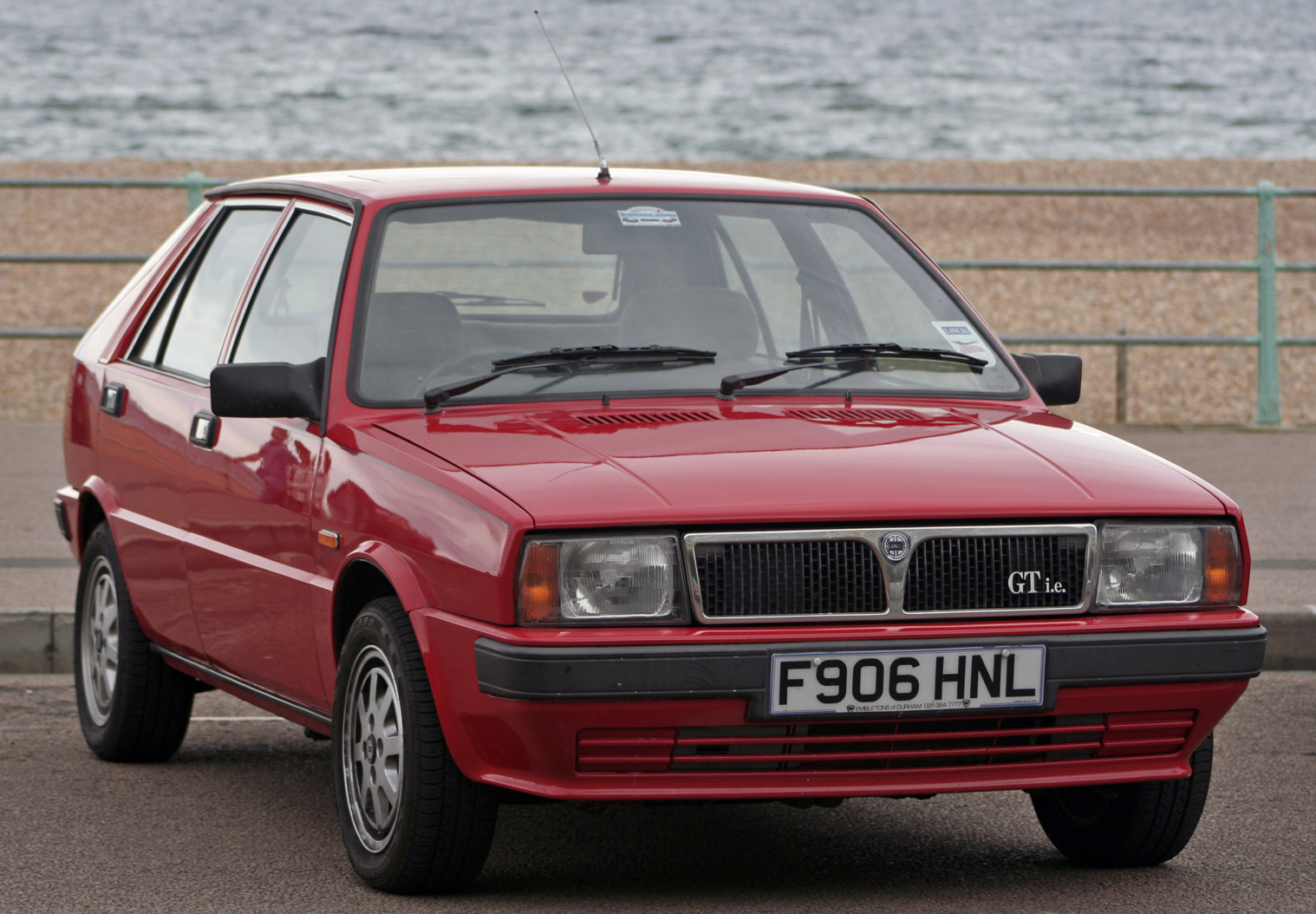
Lancia Delta GT i. e. (1989)

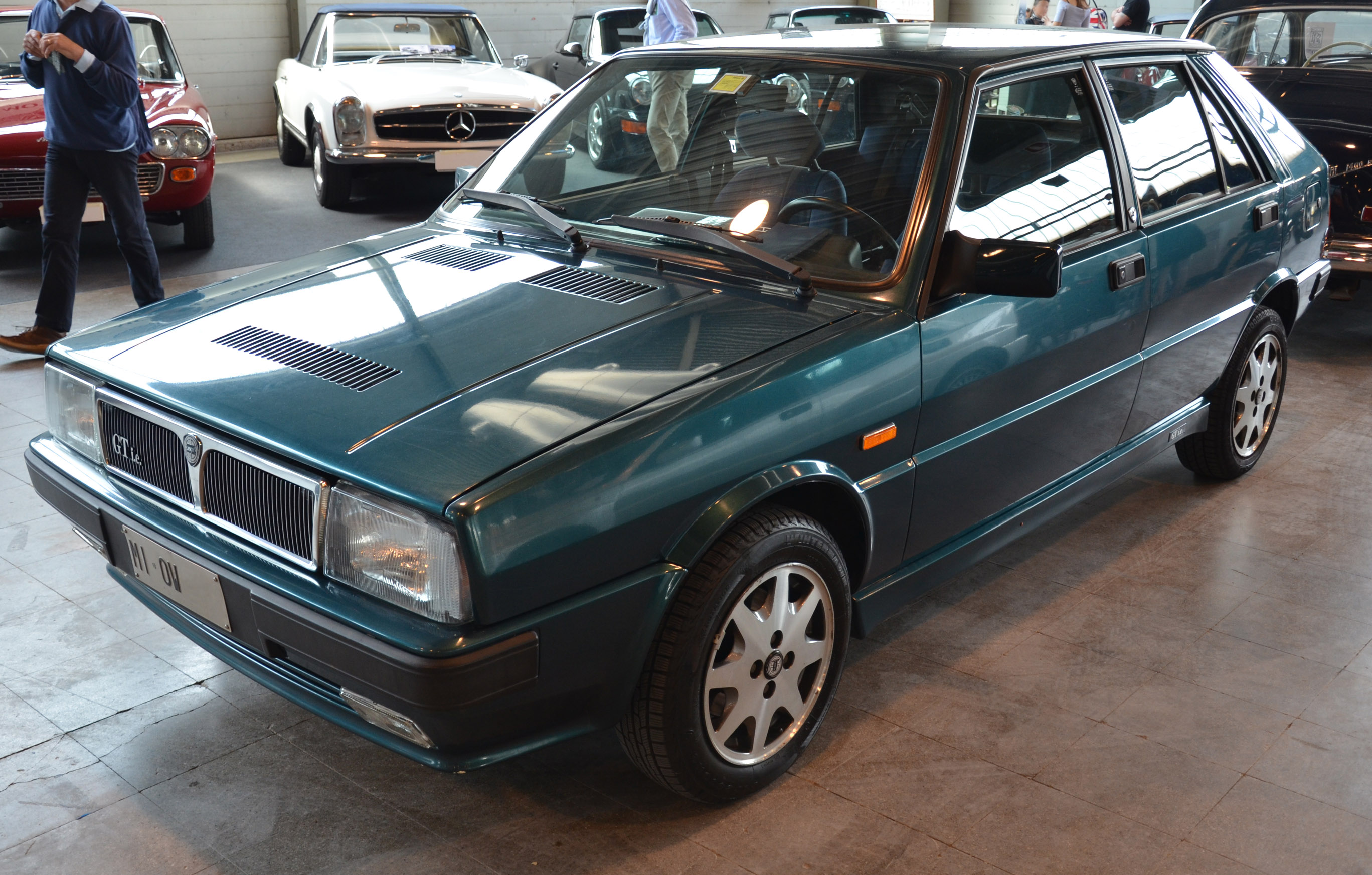
In der letzten Modellpflege (1991/1992)

Im November 1982 kam die erste sportlichere Version auf den Markt, der GT mit 1,6-l-Motor und 77 kW (105 PS). Mit einer Überarbeitung im Frühjahr 1986 wurde sie durch den GT i. e. mit 79 kW (108 PS; mit Katalysator 66 kW/90 PS) ersetzt, der auf dem erfolgreichen, von Aurelio Lampredi konstruierten Twin-Cam-Motor basierte.
Dieser Motor trieb schon seit 1966 den Fiat 124 Spider an, aber auch den Lancia Beta und viele andere Modelle des Fiat-Konzerns. Im Fiat 131 Abarth gewann Walter Röhrl mit diesem Motor seinen ersten Rallye-WM-Titel. Der 1.6 GT war mit zwei obenliegenden Nockenwellen mit Ventiltrieb über Tassenstößel, Weber-Doppelregistervergaser und Marelli-Digiplex-Zündung ausgerüstet.
In der i. e.-Version wurde für die Fahrzeuge ohne Katalysator eine Weber-Marelli-IAW-Multipoint-Einspritzanlage verwendet. Die Fahrzeuge mit Katalysator hatten eine kraftstoffsparende, aber auch leistungsmindernde und die Drehfreudigkeit einschränkende SPI- Singlepoint-Einspritzanlage. Ein ähnlich motorisiertes Modell war der Supermirafiori 1600TC mit ebenfalls zwei obenliegenden Nockenwellen (90 PS), der aber sein maximales Drehmoment erst bei höheren Drehzahlen erreichte. Eine weitere Ableitung dieses Motors wurde im Fiat Ritmo 105 TC eingebaut. Das Fünfganggetriebe war sportlich (also ohne Schongang) ausgelegt. Am Heck befand sich ein kleiner Diffusor, der eine aerodynamische Verbesserung darstellte. Der Frontgrill und die Fensterblenden sowie die Türgriffe waren schwarz. Der Grill trug den Schriftzug GT bzw. GT i. e.
Als Extras waren Metallic-Lackierung, Schiebedach, elektrische Fensterheber, Zentralverriegelung, Bordcomputer, Aluminiumräder und später auch eine Servolenkung erhältlich. Serienmäßig waren Lichtleiter für die Instrumentenbeleuchtung, Sitzbezüge von Zegna, Einzelradaufhängung für alle vier Räder (bei allen Delta-Modellen der ersten Serie), Innenraumbeleuchtung selektiv bei geöffneten Türen und Kofferraumbeleuchtung sowie vor allem eine sehr weiche Schäumung der Türverkleidungen und des Armaturenbrettes. Ferner war der Dachhimmel ebenso von weich geschäumten (ca. acht Zentimeter breiten) Leisten in Farbe der Türverkleidungen eingerahmt, in die die gefederten und versenkten Haltegriffe eingelassen waren. Diese wichen mit dem ersten Facelift teilweise harten Plastikteilen. Ein weiterer Höhepunkt war das Heizungs- und Belüftungssystem mit einem immens großen Luftdurchsatz und somit praktisch immer beschlagfreien Scheiben.

### Delta HF Turbo

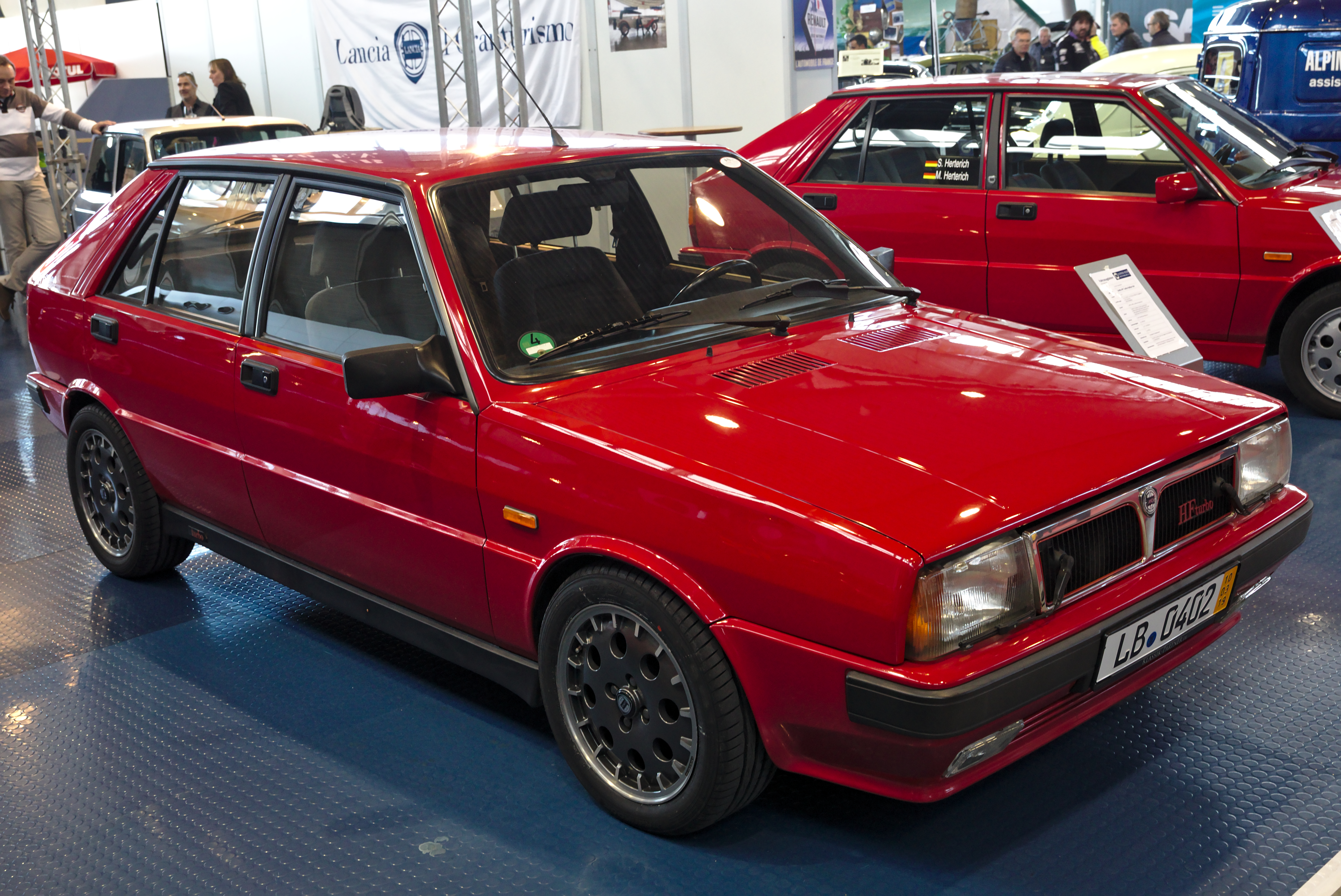
Lancia Delta HF Turbo auf den Retro Classics 2019

Im Herbst 1983 debütierte der Delta HF Turbo mit dem 1,6-l-Motor auf Fiat-Basis. Hier war er aber mit einem Garret-T3-Turbolader ausgerüstet und leistete in der Vergaserversion 96 kW (131 PS).
Im Frühjahr 1986 erhielt der Delta im Zuge der Modellpflege eine Einspritzung. Hierbei wurde die Einlass-Auslass-Querstromrichtung unter anderem zur besseren Kühlung der Abgasseite sowie wegen der Unterbringung der großen Ansaugkrümmer der Einspritzerversionen geändert. Diese Einspritzerversionen des HF Turbo mit Garrett-T2-Lader hatten bereits die gleichen Innenausstattungen der sportlichen Allradversionen HF 4WD und Integrale mit Recaro-Sportsitzen in Alcantara. Es gab sie auch als limitierte Auflage (Wittmann Edition) mit 100 kW (136 PS). Zu nennen sind auch die Sondermodelle: Lancia Delta HF turbo Martini, weiß mit dem blau-roten Streifen; Lancia Delta HF turbo Monte Carlo mit runden Frontscheinwerfern und einer gewölbten Motorhaube wie beim 16V Integrale und Lancia Delta HF turbo Exclusiv, außen in Grau mit einem roten Streifen und Wischern für die Scheinwerfer, innen mit roten Teppichen und Gurten, schwarzen Ledersitzen mit eingesticktem HF-Logo und einem schwarzen Alcantarahimmel, der nur in der Schweiz erhältlich war.

### Delta HF 4WD

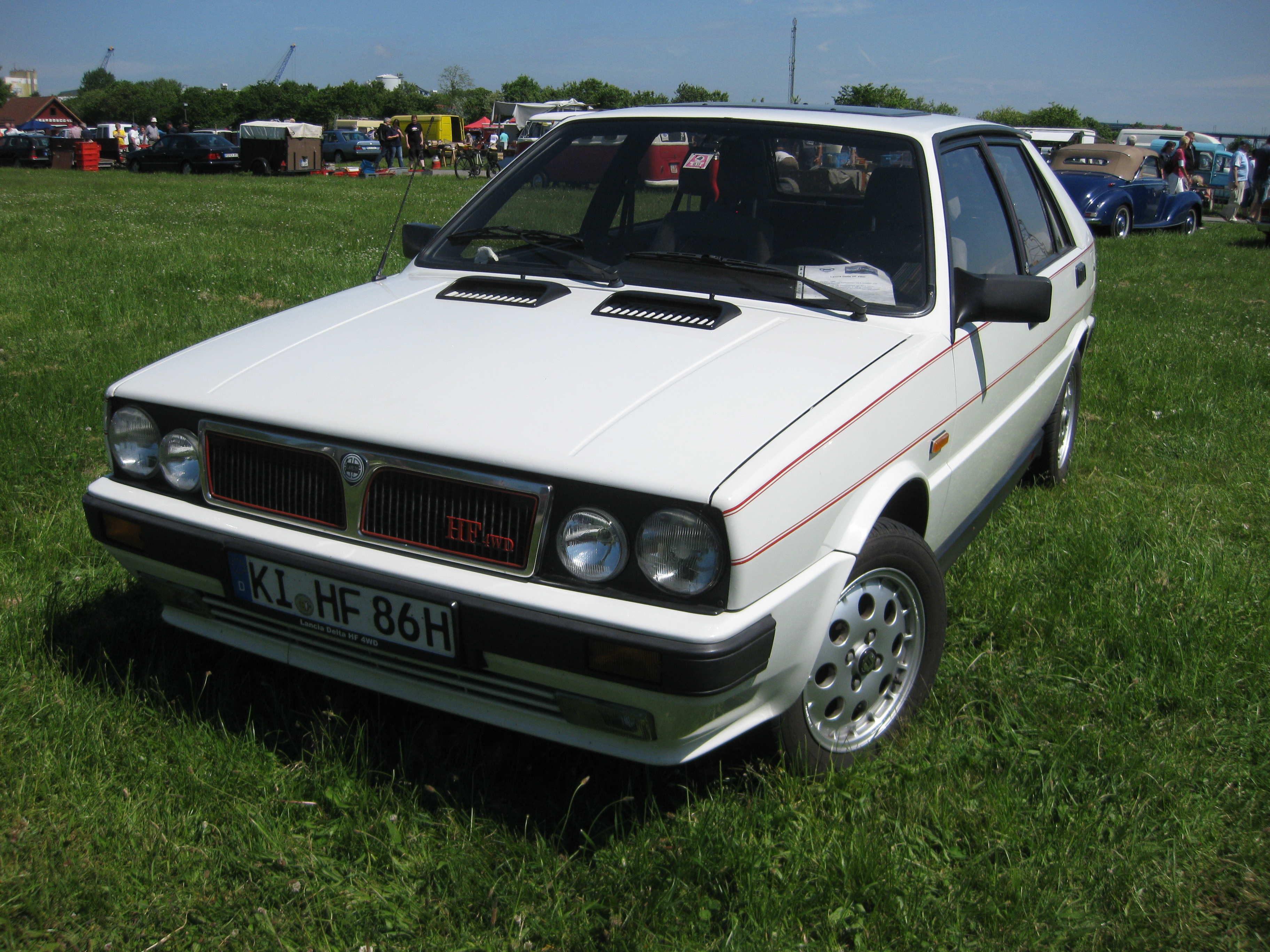
Lancia Delta HF 4WD

Im Herbst 1986 kam der Delta HF 4WD auf den Markt. Diese Version mit permanentem Allradantrieb und vorderen Differential, ein zentrales Verteilergetriebe mit Ferguson-Viskokupplung, das – je nach Bodenhaftung der Räder – 56 % der Antriebskraft auf die Vorderräder, den Rest auf die Hinterräder leitete, und ein Torsen-Ausgleichsgetriebe an der Hinterachse.
Der Turbomotor des HF 4WD stammte vom Lancia Thema und basierte ebenfalls auf dem seit längerem erfolgreichen 2,0-l-Motor von Fiat. Bei einem Hubraum von 1995 cm³ erreichte er 121 kW (165 PS) bei 5500/min und ein maximales Drehmoment von 284 Nm im Overboost-Modus. Die elektronische Motorsteuerung verhinderte den Overboost-Einsatz bei noch kaltem oder bei zu heißem Motor.
Ein Ladeluftkühler verringerte die Temperatur der dem Motor zugeführten Luft von 120 auf 50 bis 70 Grad Celsius. Die Auslassventile waren natriumgekühlt, die Ventilsitze bronziert, die Pleuellager in Trimetall-Technik ausgeführt, und das Motoröl hatte einen eigenen Kühler. Vier Scheibenbremsen, die vorderen innenbelüftet, sorgten für Verzögerung.

### Delta HF Integrale

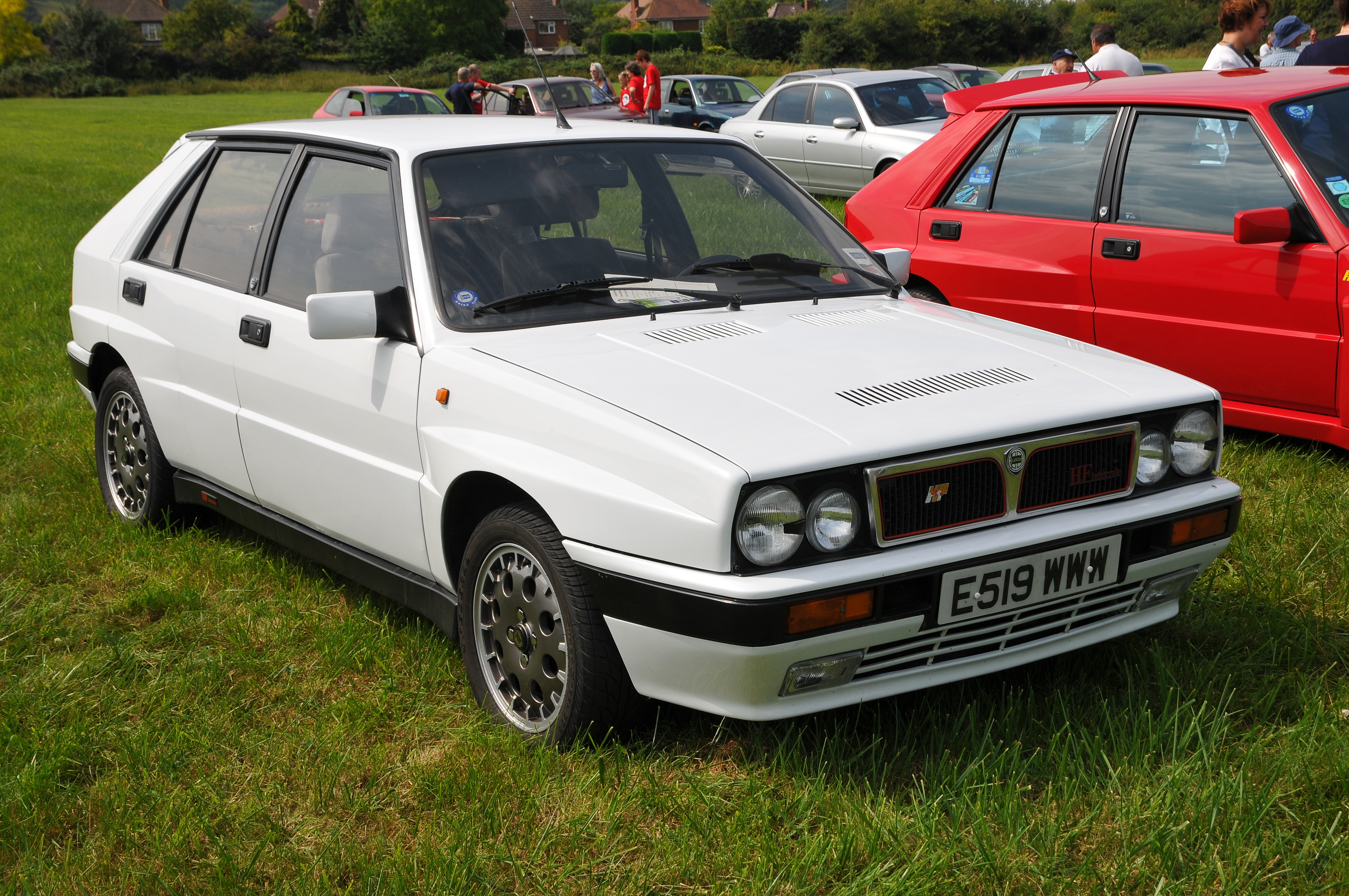
Lancia Delta HF Integrale (1987–1991)

Auf der IAA 1987 präsentierte Lancia die erste Evolutionsstufe des HF 4WD, den Delta HF Integrale, mit einigen technischen und optischen Änderungen. Von außen war die neue Version an Kotflügelverbreiterungen, geänderten Stoßfängern und Schwellerschürzen, einem neuen Lufteinlass auf der Motorhaube und an den 15 (statt zuvor 14) Zoll großen Aluminiumrädern zu erkennen. Fahrwerk und Bremsen erfuhren Verbesserungen.
Die Leistung des vom HF 4WD her bekannten Zweiliter-8V-Turbomotors mit Ladeluftkühler stieg unter anderem durch einen größeren Turbolader von 121 auf 136 kW (185 PS). Für Auslandsmärkte wie Deutschland und Schweiz produzierte Lancia später eine 8V-Version mit einem geregelten Katalysator, wodurch die Leistung auf 130 kW (177 PS) sank. Mit Ausnahme des Motors und des Turboladers entsprach diese Version aber überwiegend dem parallel gefertigten 16V.

### Delta HF Integrale 16v
Im Frühjahr 1989 erschien eine überarbeitete Version des Delta HF Integrale 16v. Der bekannte Motor erhielt nun, neben kleinen Verbesserungen wie der Kolbenbodenkühlung, in erster Linie den neu konstruierten 16-Ventil-Zylinderkopf. Dieser Motor leistete nun 147 kW (200 PS). Bei griffigem Untergrund gingen nun 47 % der Motorleistung an die Vorder- und 53 % an die Hinterachse. Auffallendstes Erkennungsmerkmal dieser Version war die gewölbte Motorhaube, damit der höhere 16V-Motor untergebracht werden konnte. Ebenso wuchsen die 15-Zoll-Felgen in der Breite von 6 (8V) auf nun 7 Zoll. Weiter war der 16V an der neuen Anordnung des Tachos (die 0 steht bei 9 Uhr) und des Drehzahlmessers (0 bei 3 Uhr) zu erkennen.

### Delta Integrale Evoluzione

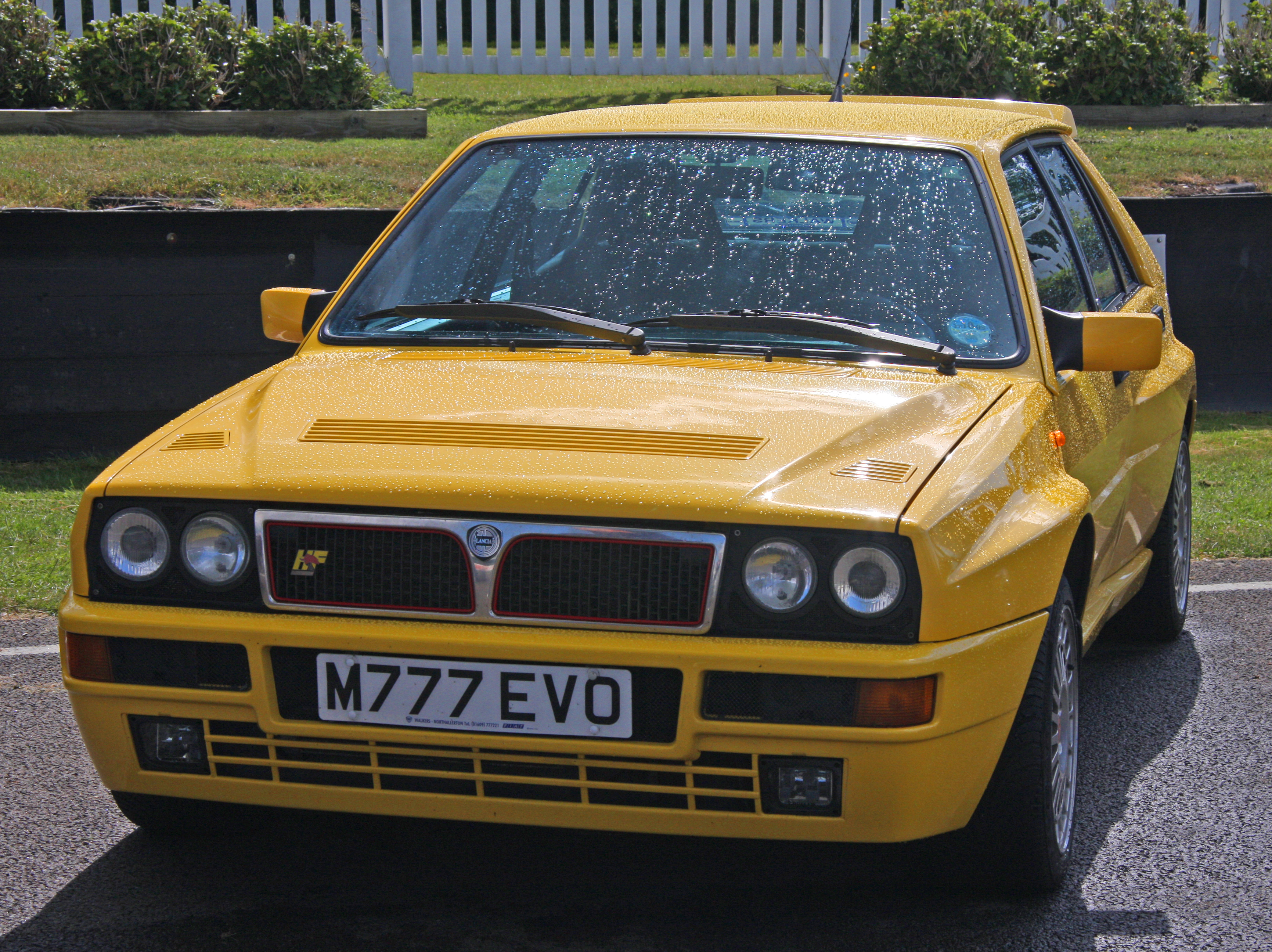
Lancia Delta Integrale Evoluzione I (1991–1992)

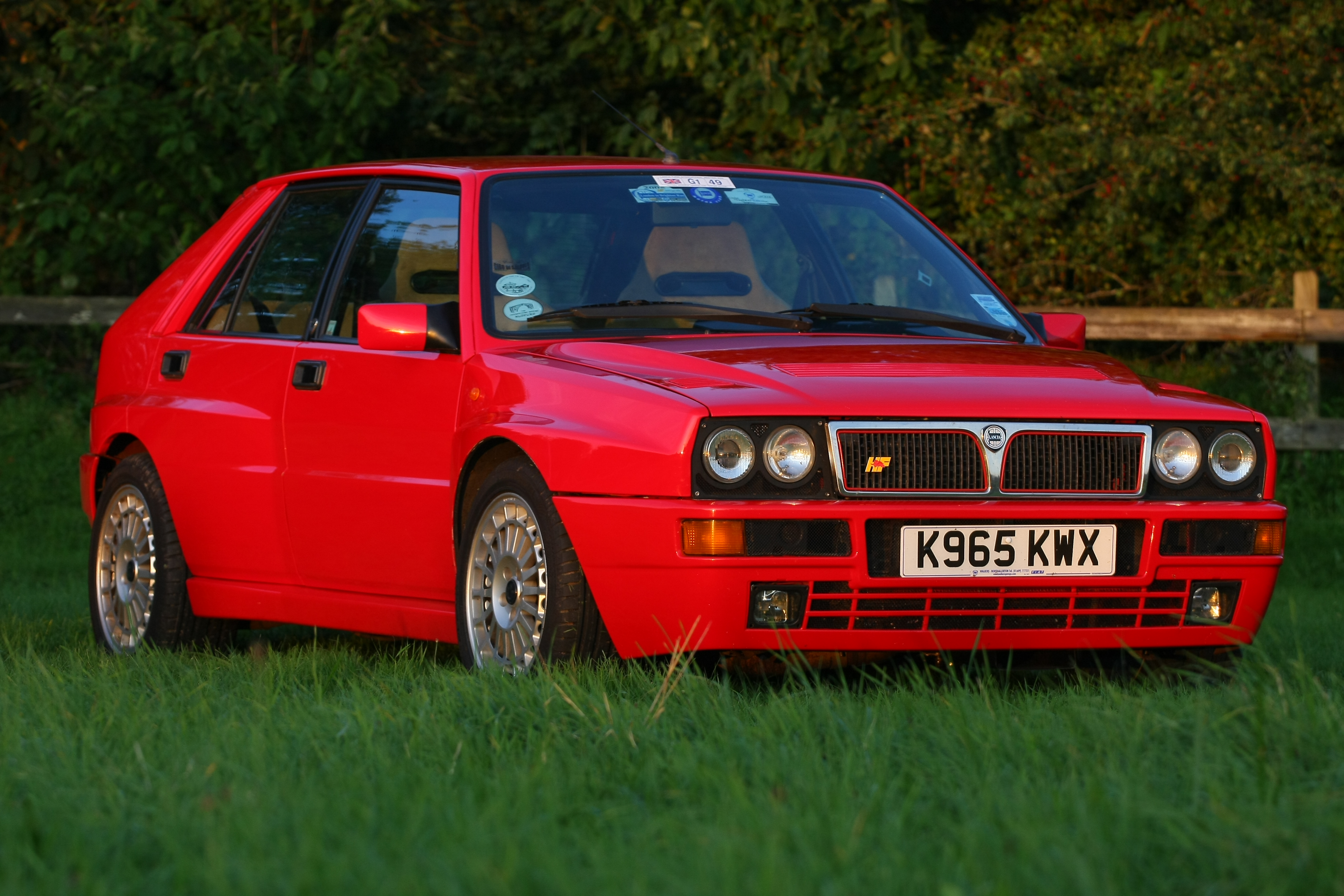
Lancia Delta Integrale Evoluzione II (1993–1994)

Im Spätsommer 1991 debütierte der Lancia Delta Integrale Evoluzione (oder inoffiziell kurz Delta Evo). Diese Ausführung wurde bis Ende 1992 mit 16V-Motor ohne Katalysator, oder für spezielle Märkte mit schärferen Abgasauflagen wie Deutschland, Österreich und der Schweiz, als 8v mit Katalysator gebaut. In der Folge wurde dieses Modell auch als Evo I bekannt.
Von Mitte 1993 bis Anfang 1994 lief der Evoluzione II 16V mit Katalysator vom Band, der später als Evo II oder in Deutschland als Sedici bekannt wurde. Diese italienische Bezeichnung steht für „16“ und bezieht sich auf die Ventilzahl bei der neuen Katalysatorversion, eine Bezeichnung, die insbesondere auch zur besseren Differenzierung zum Vorgängermodell auf dem deutschen Markt benutzt wurde, da offiziell bis dahin nur die Variante mit dem 8V-Katalysator-Motor importiert wurde.
Die Evo II wurden im Werk Chivasso gefertigt, das 1993 der Karosseriebauer Maggiora übernahm. Zum Produktionsende wurden dort diverse Sonderserien aufgelegt, und zum Teil wurde auch Sonderwünschen Rechnung getragen, die offiziell nicht in der Optionenliste standen. So war es auch Maggiora, der sich in der Folge für eine Fortsetzung der Produktion des kommerziell immer noch erfolgreichen Modells starkmachte. So entstanden diverse Prototypen bzw. Farbproben wie Perlrot, Bronze oder das Violett für einen möglichen EVO-II-Nachfolger. Die Fahrzeuge wurden jeweils an verschiedenen Treffen des Italienischen Delta Club präsentiert, jedoch wurden diese Bemühungen von der Lancia-Marketingabteilung zugunsten des soeben erschienenen neuen Delta fallengelassen.
Merkmale des Evoluzione waren eine breitere Spur, vergrößerte Kotflügelverbreiterungen, eine geänderte Wölbung der Motorhaube mit veränderten Lufteinlässen, ein veränderter Lochkreis der Räder (nun 5×98 statt bisher 4×98er LK), stärkere Festsattelbremsen (Brembo), eine robustere Lenkung, geänderte Scheinwerfer und Schwellerschürzen, eine verbesserte Elektrik und eine Auspuffanlage mit größerem Durchmesser mit einem einfachen Endrohr. Auch die Stoßstangen wurden geändert und der Dachspoiler war nun dreifach verstellbar. Der Vierzylinder im 16v leistete anfangs 154 kW (210 PS), in der späteren Katalysator-Version 158 kW (215 PS). Für eine stärkere Motorleistung konnte für kurze Zeit der Ladedruck des Turboladers um etwa 0,2 bar erhöht werden. Diese Overboostfunktion wird vom Motorsteuergerät über ein Taktventil gesteuert, welches das Volllastsignal des Drosselklappenpotentiometers verarbeitet und so je nach Lastzustand und Parameter in der Lage ist, eine kurzzeitige Druckerhöhung zu generieren. Die Overboostphase kennzeichnete ein mit Overboost gekennzeichnetes Lämpchen im Armaturenträger, außer beim EVO II.
Bei der ersten Version des Evo 16V wurde zu Homologationszwecken für die Gruppe-A-Rallyes bei einer limitierten Anzahl von Fahrzeugen eine Wasserzerstäubung für den Ladeluftkühler installiert. Diese Systeme waren normalerweise bei Auslieferung an den Kunden nicht angeschlossen oder zum Teil nur unvollständig vorhanden und mussten für die Inbetriebnahme zuerst mit Komponenten ergänzt werden. Diese Funktion wurde durch einen Druckschalter [aktiviert?], welcher nahe der linken Motorhaubenverriegelung lag, und ein Relais unterhalb des Handschuhfaches ansteuerte. Dieses Relais schaltete zwei in Reihe geschaltete Pumpen im Kofferraum. Dadurch sollte während des Overboost die Motorleistung durch Wasserzerstäubung auf die Kühlfläche des Ladeluftkühlers und der dadurch besseren Kühlwirkung zusätzlich erhöhen. Das hierzu benötigte Wasser wurde aus einem im Kofferraum befindlichen Wassersack gepumpt. Das Steuergerät hatte dafür selbst keinen Ausgang, entgegen einigen kursierenden Meinungen. Beim Evo I 16V waren ABS und beim Evo II 16V (sedici) auch eine Klimaanlage serienmäßig, letztere war nur bei bestimmten Evo-I-Sondermodellen serienmäßig und bei den anderen Versionen gegen Aufpreis lieferbar, die Serienausstattung konnte sich je nach Absatzmarkt unterscheiden.
Vom Evoluzione wurden auch diverse Sonderserien mit Sonderausstattung oder -lackierung aufgelegt, einige davon mit fortlaufender Nummerierung, weitere nur in beschränkter Stückzahl. Die Höchstgeschwindigkeit des Evoluzione 16V lag bei 220 km/h, für den Sprint von 0 auf 100 km/h benötigte er 5,7 Sekunden.
Technische und optische Änderungen in der Ausstattung Evo I (16V) zu Evo II (16V Kat.)
- Räder 16" (Evo II), anstelle der 15" (Evo I)
- Serienmäßig wärmedämmende Verglasung (Evo II), nur auf Sondermodellen erhältlich (Evo I)
- Serienmäßig High-Back-Recaros (Evo II) nur auf Sondermodellen erhältlich (Evo I)
- Serienmäßig Klimaanlage (Evo II), nur auf Sondermodellen/optional erhältlich (Evo I)
- Abdeckung Dachleiste aus Kunststoff in Wagenfarbe lackiert (Evo II), Dachleiste ohne Abdeckung (Evo I)
- Mehrteiliger Tankeinfüllstutzen mit Zierring aus Aluminium (Evo II) Kunststoffzierring (Evo I)
- Weber-Steuergerät (IAW P8), autoadaptiv mit mehr Speicher und schnellerem Prozessor und geschlossener Lambdaregelkreis (Evo II)
- Verteilerlose statische Zündverteilung (Evo II), mechanischer Zündverteiler (Evo I)
- Phasensensor Hallgeber (Evo II) und Induktivgeber (Evo I)
- Turbolader kleiner auf der Verdichterseite AR 0,48/0,48 (Evo II), großer Verdichter AR 0,60/0,48 (Evo I)
- Abgasanlage mit Katalysator (Haupt- und Vorkat), kleinerer Rohrdurchmesser (Evo II)
- Verstärkungsbleche im vorderen Kurvenstabbereich (Evo II)
- Verbesserte Elektrikschaltkreise und Steckverbinder (Evo II)

Diese Aufzählung ist nicht abschließend, sie soll nur die wichtigsten Unterscheidungsmerkmale der beiden Modellvarianten aufzeigen.

## Sondermodelle und limitierte Serien

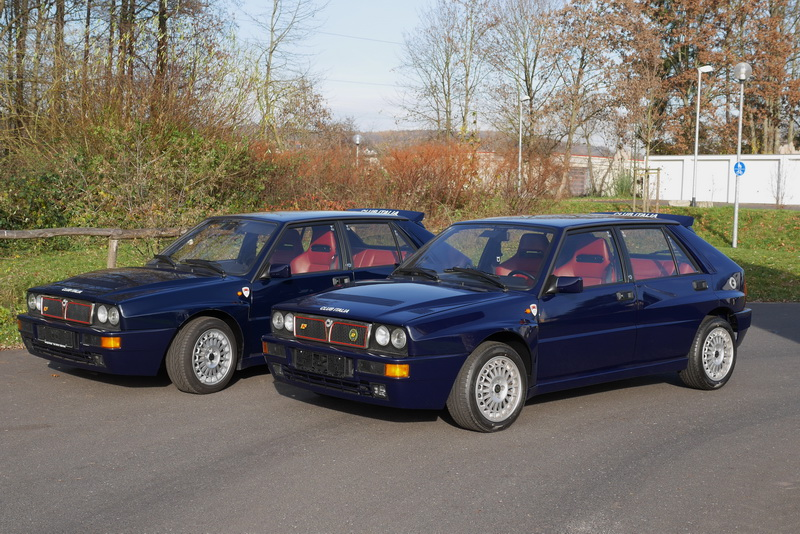
Lancia Delta „Club Italia“

- Club Italia (Evo I) Merkmale: Farbe Dunkelblau-Pastell (Bleu Lord), Recaro-Highback, Interieur in rotem Leder. 15 Exemplare für die Mitglieder des Club Italia mit Namensplakette des Erstbesitzers. Leistungssteigerung bei Abarth.
- Martini 5 (Evo I) Merkmale: Farbe Weiß-Pastell mit Martini-Streifen über die gesamte Fahrzeugflanke. Mit anthrazit Highback-Recaro, Alcantarainterieur und roten Nähten. Nummerierte Sonderserie.
- Martini 6 (Evo I) Merkmale: Farbe Weiß-Pastell mit Martini-Streifen über Flanke und auf Kotflügel heruntergezogen. Mit türkisfarbenen Recaro-Highback, Alcantarainterieur. Nummerierte Sonderserie.
- Verde York (Evo I) Merkmale: Farbe Grün-Pastell mit beigem Recaro-Highback, Lederinterieur. In der Stückzahl limitierte Sonderserie ohne Nummerierung.
- Club Lancia (Evo II) Merkmale: Farbe Rot-Pastell mit schwarzen Recaro-Highback, Lederinterieur, nummerierte Sonderserie
- Club Hi-Fi (Evo II) Merkmale: Farbe Dunkelblau-Pastell mit gelb-blauen Rallyestreifen über Motorhaube-Dach, tabakfarbenes Recaro-Highback, Lederinterieur. Nummerierte Sonderserie.
- Giallo Ginestra (Evo II) Merkmale: Gelb pastell mit anthrazit Recaro-Highback, Alcantarainterieur mit gelben Nähten. In der Stückzahl limitierte Sonderserie ohne Nummerierung.
- Blu Lagos (Evo II) Merkmale: Farbe Blau-Mica-Metallic mit cremefarbenen Recaro-Highback, Lederinterieur. In der Stückzahl limitierte Sonderserie ohne Nummerierung.
- Bianco Perla (Evo II) Merkmale: Farbe Perlweiß-Metallic mit blauen Recaro-Highback, Lederinterieur. In der Stückzahl limitierte Sonderserie ohne Nummerierung.
- Dealers Collection (EvoII) Merkmale: Farbe Bordeaux-Mica-Metallic mit beige Recaro-Highback, Lederinterieur. Nummerierte Sonderserie.
- Final Edition (Evo II) Merkmale: Farbe Perlrot-Mica-Metallic mit einem gelb-blauen Rallyestreifen über Motorhaube und Dach, anthrazit Recaro-Highback, Alcantarainterieur. In der Stückzahl limitierte Sonderserie ohne Nummerierung.
- Verde York (Evo II) Merkmale: Wie bei Evo I einfach mit der Evo-II-typischen technischen Ausstattung. In der Stückzahl limitierte Sonderserie ohne Nummerierung.

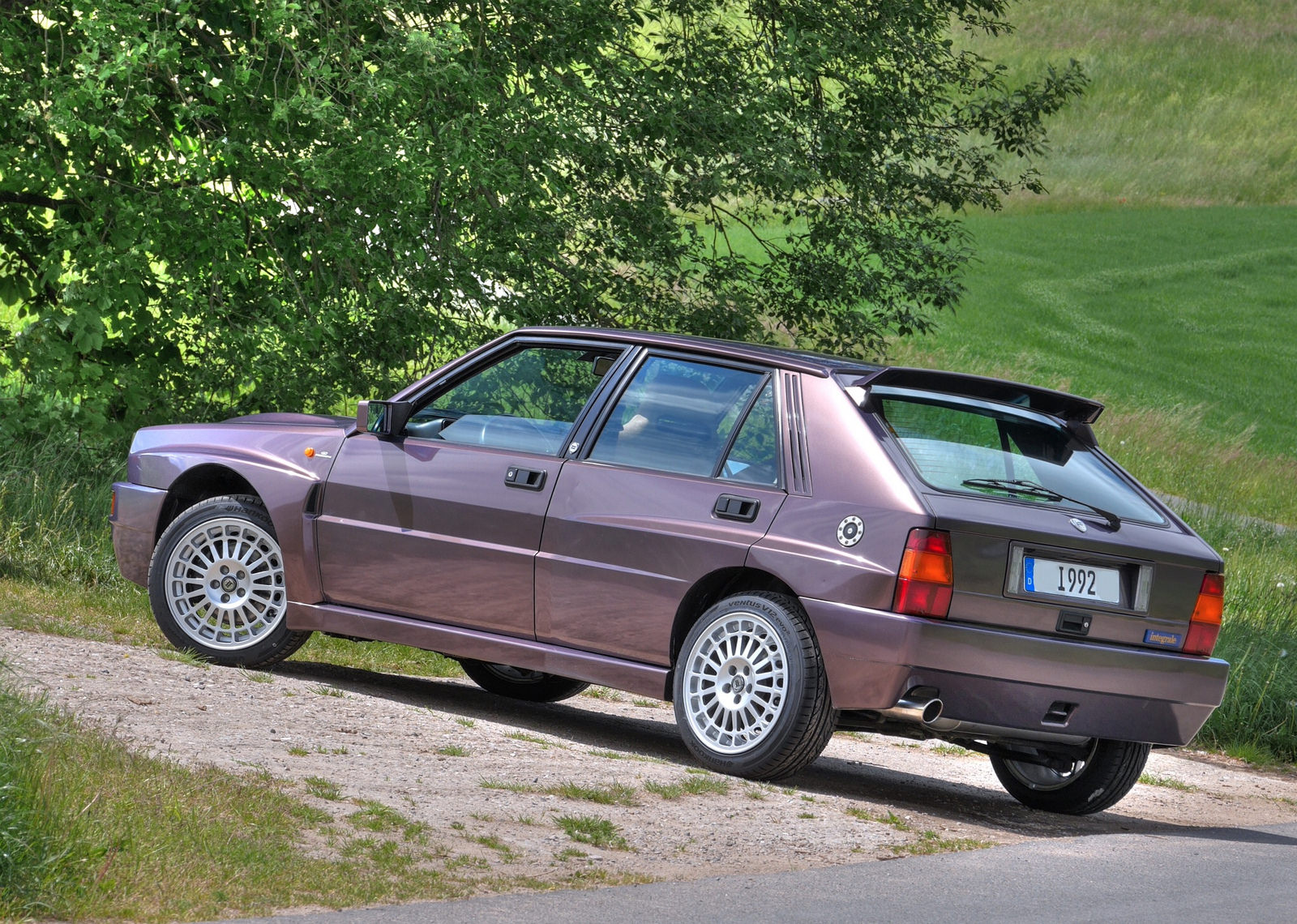
Lancia Delta EVO III „Viola“

Anfang 1994 lief die Fertigung des Delta der ersten Generation nach mehreren hunderttausend produzierten Exemplaren aus; allein von den Allradmodellen wurden 44.296 Stück gebaut. Der Erfolg des Delta lag sowohl in seinen konstruktiven Qualitäten als auch in den sechs aufeinander folgenden Rallye-Weltmeistertiteln begründet.
Trotz Einstellung der Serienproduktion wurden noch einige Sondermodelle auf Basis des EVO II bei Maggiora in Chivasso angefertigt. Darunter fand sich unter anderem ein Prototyp der dritten Evolutionsstufe, auch bekannt als Lancia Delta „Viola“, so genannt wegen seiner markanten violetten Lackierung. Mit einigen technischen Aufwertungen war dieser Delta als Konzept für die künftige weitere Produktion eines Delta EVO III entwickelt worden.

## Sport- und Rennversionen

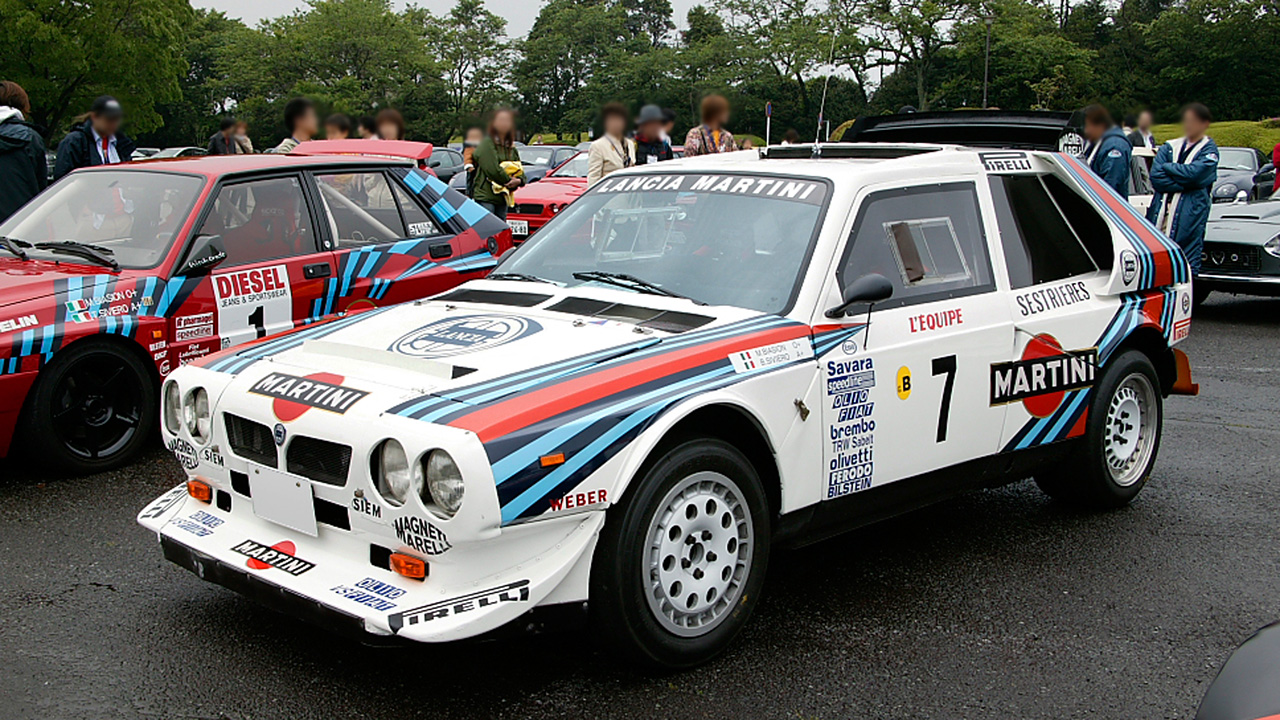
Lancia Delta S4

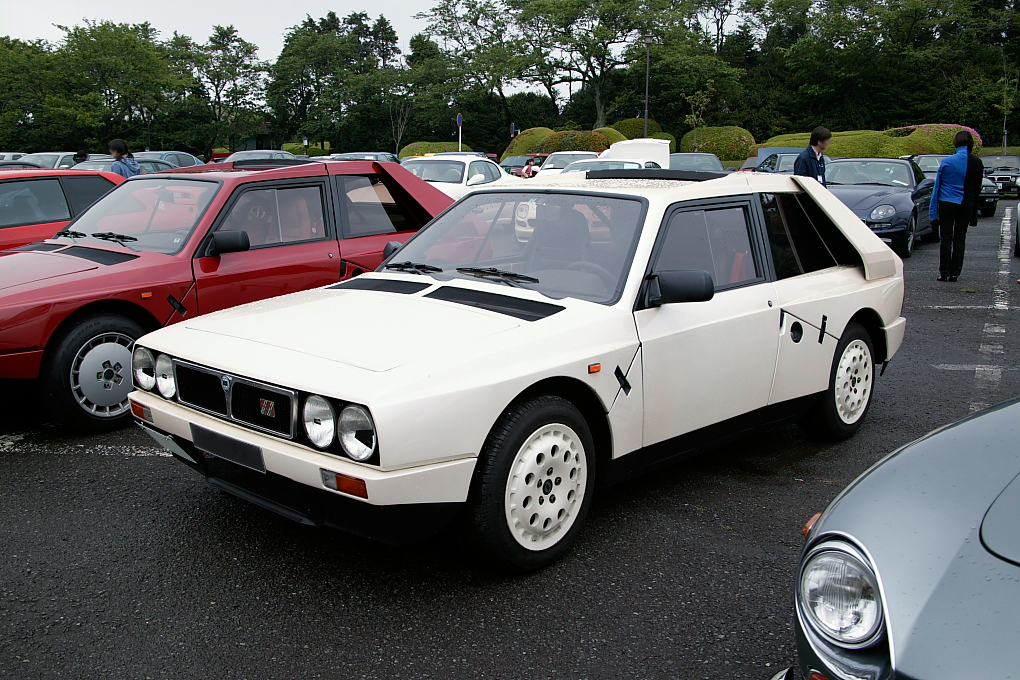
Lancia Delta S4 Stradale

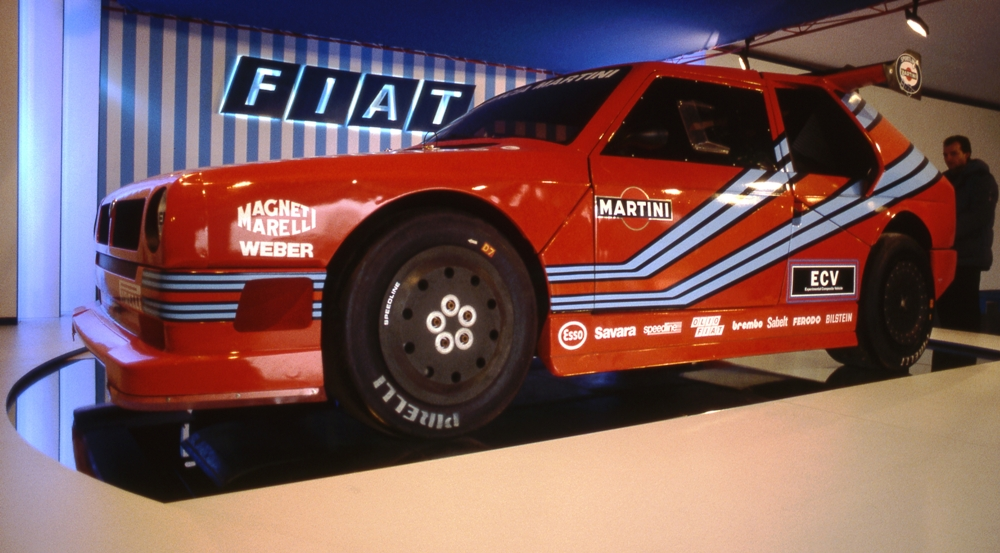
Lancia ECV

### Delta S4
Im Rallyesport war Lancia seit der Aurelia in den 1950er- und spätestens den Erfolgen des Fulvia-Coupés in den 1960er-Jahren eine feste Größe. Die Rallyewagen der 1970er-Jahre, der Lancia Stratos und der Lancia Beta, waren noch dominanter. Deswegen nahmen die übrigen Rallyehersteller die mit dem Stratos begonnene Entwicklung auf und präsentierten Modelle mit einem ähnlichen Konzept, welches aus einem drehmomentstarken Motor in Verbindung mit Hinterradantrieb bestand. Als ab 1981 der Audi quattro mit Allradantrieb den Rallyesport revolutionierte und die FIA mit der Öffnung der Gruppe B ein Podium für derartige „PS-Monster“ schuf, reagierte Lancia darauf mit der Konstruktion des Lancia Rally 037. Mit dem 037 konnte Lancia 1983 die Rallye Monte Carlo und den Marken-WM-Titel gewinnen. Doch mit der auf Komponenten des Beta und des Stratos aufbauende Konstruktion, die auch weiterhin auf Hinterradantrieb setzte, gelang Lancia in den folgenden beiden Jahren nur noch selten der Sprung an die Spitze. Die Allrad-Konkurrenz war, vor allem auf losem Untergrund, zu stark geworden. Bis heute ist der Lancia Rally 037 das letzte nicht allradangetriebene Fahrzeug, das die Rallye-WM gewann.
Eine Lösung ergab sich mit der Entwicklung des Delta S4. Dieser war in Zusammenarbeit mit Abarth entstanden und verfügte nun auch über einen Allradantrieb und immerhin etwa 353 kW (480 PS) (gegenüber 228 kW beim Rally 037). In seiner letzten Evolutionsstufe verfügte der Delta S4 für Rallycross, Bergrennen etc. über rund 480 kW und einen Ladedruck bis 4,8 bar. Die italienische Autozeitschrift Quattroruote ermittelte seinerzeit bei einem Tracktest eine Beschleunigung von 0 auf 100 km/h (loser Untergrund) auf damaligem Formel-1-Niveau: 2,4 Sekunden für eine 440-kW-Version. Ein Novum war, dass der S4-Motor sowohl durch einen Kompressor als auch durch einen Abgasturbolader auf seine Höchstleistung gebracht wurde, was dem Rallye-S4 zu einem äußerst markanten kreischenden Sound verhalf. Abgesehen davon war auch das Fahrwerk komplett neu und rallyetauglich konstruiert worden, sodass der Delta S4 letztlich außer einer optischen Ähnlichkeit der Karosserie und dem Namen nichts mehr mit einem Serien-Delta zu tun hatte. Der S4 war, wie damals in der Gruppe B üblich, eine Gitterrohrkonstruktion mit komplett entweder den Vorderwagen oder das Heck abdeckenden aufklappbaren „Clamshells“. Der Delta S4 wurde ab 1985 im Rallyesport eingesetzt, erlebte aber nur eine kurze Karriere. Nachdem es bereits zuvor schon schwere Unfälle mit den Gruppe-B-Wagen gegeben hatte, war der tödliche Unfall des Lancia-Werkfahrers Henri Toivonen und seines Copiloten Sergio Cresto in einem Delta S4 bei der Korsika-Rallye der Rallye-Weltmeisterschaft 1986 der mutmaßlich endgültige Grund für die Verbannung der Gruppe B aus der Rallye-WM zum Ende dieses Jahres.
Zur Homologation des S4 wurde zur Einführung im Herbst 1985 eine entsprechende Kleinserie des S4 Stradale aufgelegt, welche über eine vergleichsweise zivile Leistung von 184 kW (250 PS) und eine ebenso zivil gehaltene Innenausstattung mit Teppichböden und Ledersitzen sowie eine komplett in Wagenfarbe gehaltene Hülle aufwies. Auch der Stradale war eine Gitterrohrkonstruktion wie das Rallye-Fahrzeug.
Bei der Bologna Motor Show hatte Lancia 1986 unter der Bezeichnung Experimental Composite Vehicle (ECV) bereits einen Prototyp des Nachfolgemodells des Delta S4 präsentiert, der für die geplante Gruppe S entwickelt worden war. Der ECV wurde mit einem Triflux-Zylinderkopf (vier Ventile pro Zylinder, Einlassventil jeweils diagonal zum Auslassventil) und zwei Turboladern ausgerüstet. Doch im Umfeld der tragischen Entwicklungen bei der Gruppe B wurde auch diese Rallye-Evolutions-Kategorie von der FIA bereits im Vorfeld wieder verworfen.

### Die Entwicklung des Delta HF Integrale und seine Rallye-Karriere

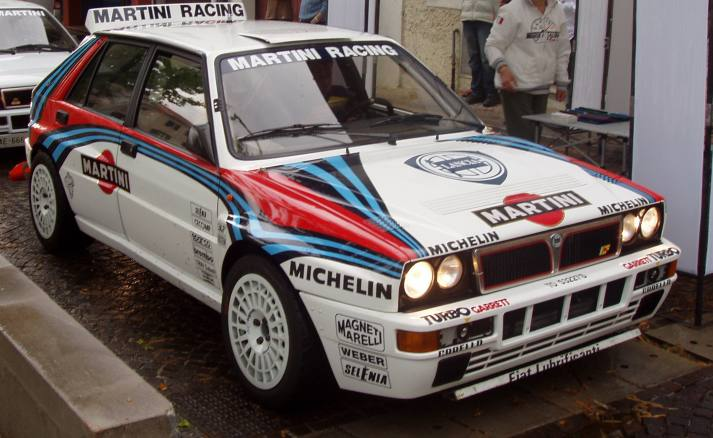
Lancia Delta HF Integrale

Nach der Einstellung der Gruppe B musste Lancia einen neuen Wagen für die Werkseinsätze bei der seriennahen Gruppe A entwickeln, was auf Basis des Serien-Delta geschah. Auch die neue Wettbewerbsversion des Lancia Delta wurde in Turin bei Abarth entwickelt und gebaut, wie schon viele erfolgreiche Rallye-Fahrzeuge zuvor (z. B. Fiat 131 Abarth, Lancia Rally 037, Lancia Delta S4). Der Delta HF 4WD war mit dem Zwei-Liter-Turbomotor ausgestattet und mit einem permanenten Allradantrieb versehen. Schon bei der Premiere zur Rallye-Weltmeisterschaft 1987 fuhr das Lancia-Werksteam mit Juha Kankkunen an der Spitze zu einem Doppelsieg. Die zur Homologation des Wagens erforderliche Straßenversion leistete 121 kW (165 PS) und war wie die damaligen Werkswagen (ca. 195 kW) noch mit einer schmaleren Karosserie ausgerüstet.
Aber auch die Konkurrenz blieb nicht untätig. Daher erfolgten zur Saison 1988 weitere Modifikationen, um den Abstand zu wahren. Der Delta HF Integrale verfügte über acht Zentimeter breitere Achsen und ausgestellte Kotflügel, die diese beherbergten, sowie über einen neuen Turbolader, der die Leistung der Straßenversion auf 136 kW, die der Werksrennwagen auf knapp über 220 kW steigerte. Die einzige weitere bedeutende Änderung betraf die Bremsanlage: die hinteren Scheibenbremsen wurden vergrößert. Die Scheibenbremsen hinten besaß der Delta schon mit dem 1600 GT (66 kW) serienmäßig – in dieser Klasse damals keine Selbstverständlichkeit.
Für die WM-Saison 1989 wurde der noch immer überlegene Delta HF Integrale erneut verbessert: Ein neues Schaltgetriebe, eine geänderte, hecklastigere Drehmomentverteilung, eine hydraulisch zu betätigende Kupplung (zuvor mit Seilzug) und schließlich der namensgebende 16-Ventil-Zylinderkopf ließen ihn beinahe unerreichbar der Konkurrenz davonfahren. Die Fahrzeuge des Rallye-Werksteams verfügten jetzt deutlich über 220 kW, die zivilen Versionen exakt 147 kW (200 PS), durch einen kleineren, schneller ansprechenden Lader stand bei jeder Drehzahl mehr Leistung bzw. Drehmoment zur Verfügung als beim Vorgänger. Die bestens bewährten Radaufhängungen wurden beibehalten. Da der neue Zylinderkopf höher war, musste die Motorhaube dem angepasst werden. Auch spätere Katalysator-Achtventil-Modelle besaßen die gewölbte Haube.

### Delta Evoluzione
Zur Rallye-Weltmeisterschaft 1991 kam die letzte Stufe der Evolution auf den Markt und auf die steinigen Rennstrecken, der EVO. Der nochmals um sieben Zentimeter breitere Wagen leistete in der Gruppe-A-WM etwa 250 kW (340 PS), die katalysatorfreie 16-Ventil-Straßenversion 151 kW (205 PS). Offiziell wurden nach Deutschland allerdings nur Achtventiler mit Katalysator und 130 kW (177 PS) importiert. Der letzte Marken-WM-Titel (1992) ging jedoch nicht an das Werksteam, sondern an das private (allerdings werksunterstützte) Jolly-Club-Team, auch hier war Martini Hauptsponsor wie lange vorher im Werksteam. Nach außen war dies nur marginal erkennbar – statt „Lancia Martini“ war nun „Martini Racing“ an den Fahrzeugen zu lesen. Mit sechs Marken-WM-Titeln in Folge war und ist der Lancia Delta das erfolgreichste Rallye-Fahrzeug der Motorsport-Geschichte.
Technische Daten (nur Allradmodelle):
- Vierzylinder-Reihenmotor
- fünf Kurbelwellenhauptlager
- Bohrung 84 mm, Hub 90 mm
- Hubraum 1995 cm³
- zwei obenliegende Nockenwellen (DOHC), Ventilbetätigung über Tassenstößel, Wasserkühlung, Ladeluftkühlung
- permanenter Allradantrieb mit zentralem Planetengetriebe
- Torsen-Ausgleichsgetriebe hinten, Kegelraddifferential vorn
- Einzelradaufhängung an MacPherson-Federbeinen vorn und hinten
- Querstabilisator vorn und hinten
- selbsttragende Stahlblechkarosserie
- Radstand 2480 mm
- innenbelüftete Scheibenbremsen vorn, Scheibenbremsen hinten
- vier Türen
- fünf Sitze

## Lancia Hyena

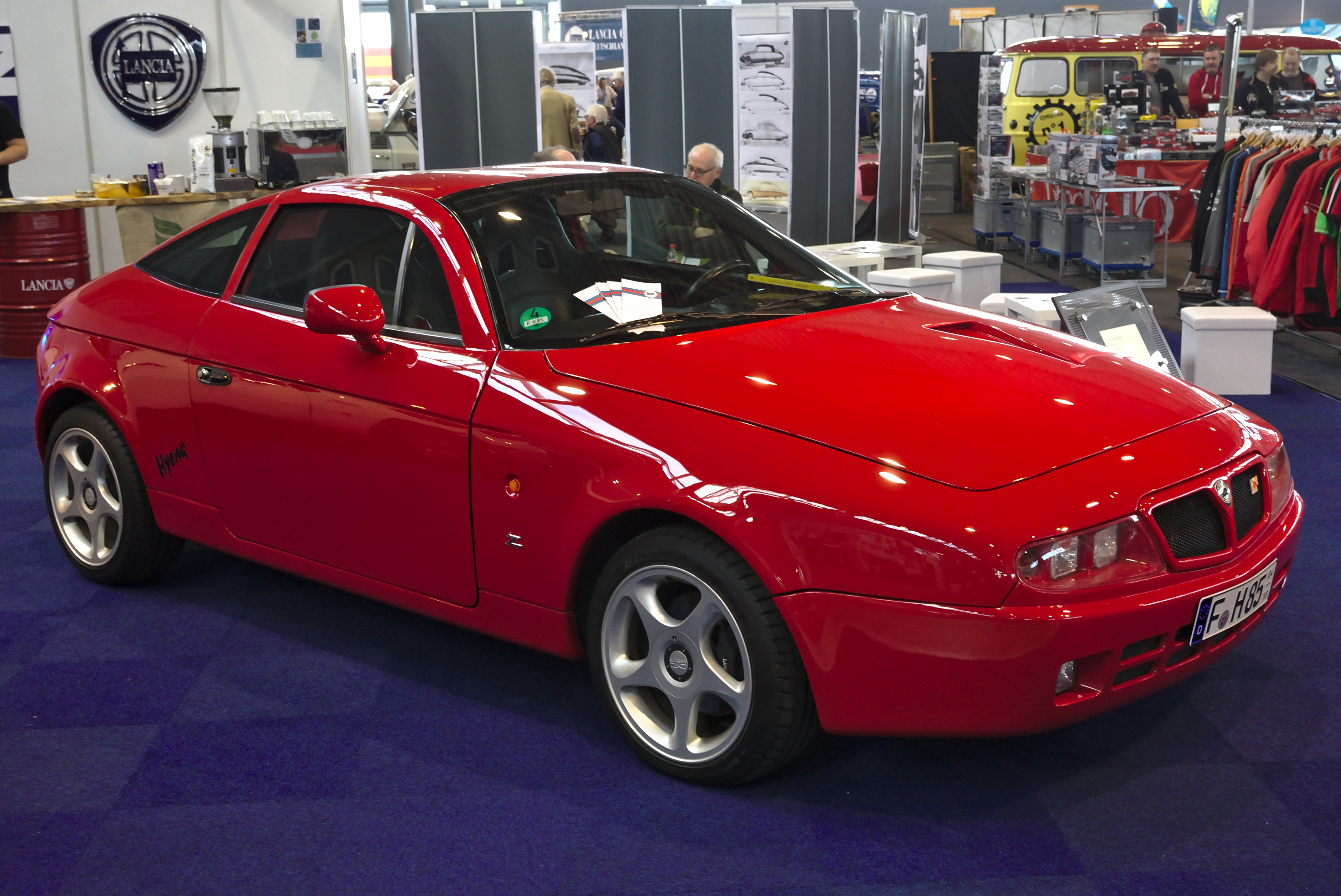
Lancia Hyena

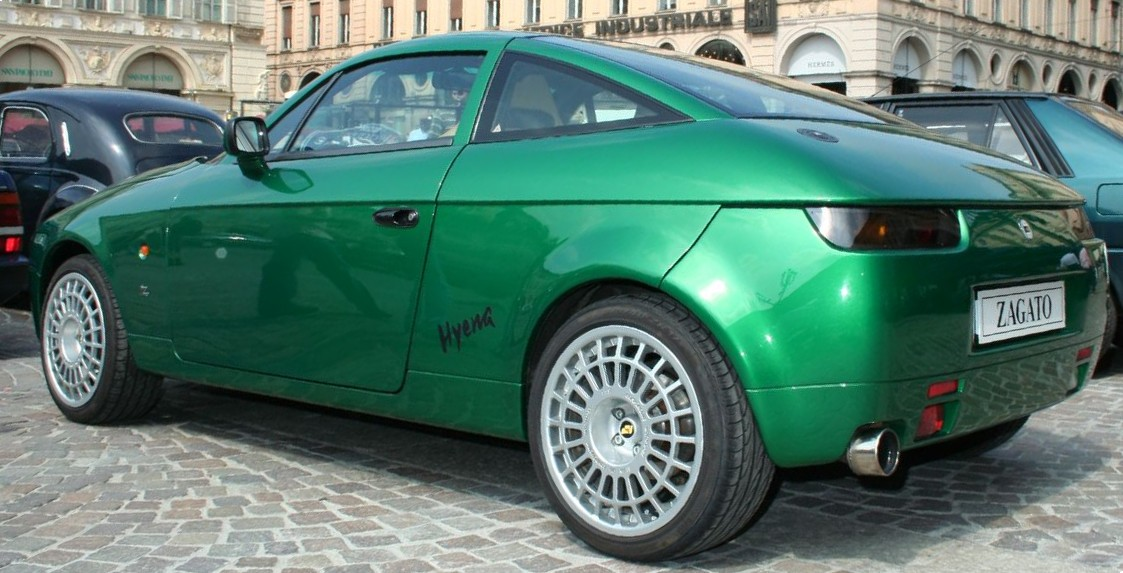
Lancia Hyena

Ein niederländischer Händler ließ die Hyena auf Basis des Integrale Evoluzione I fertigen. Das Projekt erhielt keine Unterstützung durch Lancia, daher mussten fertige Fahrzeuge angekauft und dann zerlegt werden. Entworfen und gebaut wurde das Fahrzeug bei Zagato; insgesamt entstanden 24 Exemplare.

## Motorenübersicht
| Modell                               | Zylinder | Hubraum  | Leistung        | Bauzeit         |
| Benziner                             | Benziner | Benziner | Benziner        | Benziner        |
| ------------------------------------ | -------- | -------- | --------------- | --------------- |
| 1300                                 | 4        | 1301 cm³ | 55 kW (75 PS)   | 09/1979–09/1992 |
| 1500                                 | 4        | 1498 cm³ | 62 kW (85 PS)   | 09/1979–12/1992 |
| 1600 GT                              | 4        | 1585 cm³ | 77 kW (105 PS)  | 11/1982–04/1986 |
| 1600 GT i. e.                        | 4        | 1585 cm³ | 79 kW (108 PS)  | 05/1986–08/1988 |
| 1600 GT i. e. Kat                    | 4        | 1585 cm³ | 66 kW (90 PS)   | 05/1987–12/1992 |
| 1600 HF Turbo Vergaser               | 4        | 1585 cm³ | 96 kW (131 PS)  | 10/1983–04/1986 |
| 1600 HF Turbo i. e.                  | 4        | 1585 cm³ | 103 kW (140 PS) | 05/1986–08/1988 |
| 1600 HF Turbo i. e. Kat / Rallye Kat | 4        | 1585 cm³ | 97 kW (132 PS)  | 04/1987–12/1992 |
| HF 4WD                               | 4        | 1995 cm³ | 121 kW (165 PS) | 11/1986–08/1988 |
| HF Integrale 8V                      | 4        | 1995 cm³ | 136 kW (185 PS) | 10/1987–02/1989 |
| HF Integrale 16V                     | 4        | 1995 cm³ | 147 kW (200 PS) | 03/1989–09/1991 |
| HF Integrale 8V Kat                  | 4        | 1995 cm³ | 130 kW (177 PS) | 03/1989–09/1991 |
| HF Integrale Evoluzione I 16V        | 4        | 1995 cm³ | 154 kW (210 PS) | 09/1991–12/1992 |
| HF Integrale Evoluzione I 8V Kat     | 4        | 1995 cm³ | 130 kW (177 PS) | 09/1991–12/1992 |
| HF Integrale Evoluzione II 16V Kat   | 4        | 1995 cm³ | 158 kW (215 PS) | 06/1993–01/1994 |
| S4 Stradale                          | 4        | 1759 cm³ | 184 kW (250 PS) | 09/1985–10/1988 |
| Diesel                               |          |          |                 |                 |
| 1900 Turbo DS                        | 4        | 1929 cm³ | 59 kW (80 PS)   | 10/1986–12/1989 |